# Жуковский (Челябинская область)
Жуковский — поселок в Верхнеуральском районе Челябинской области России. Входит в состав Степного сельского поселения.
Поселок вырос на месте хутора казака офицера Г. П. Жукова, основного в начале XX века.

## География
Около села протекает река Ямская. Расстояние до районного центра города Верхнеуральска 12 км.

## Население
| 2002 | 2010 |
| ---- | ---- |
| 43   | ↘26  |

(в 1995 — 38)

## Улицы
- Дружбы,
- Заречная.